# Negacionismo histórico

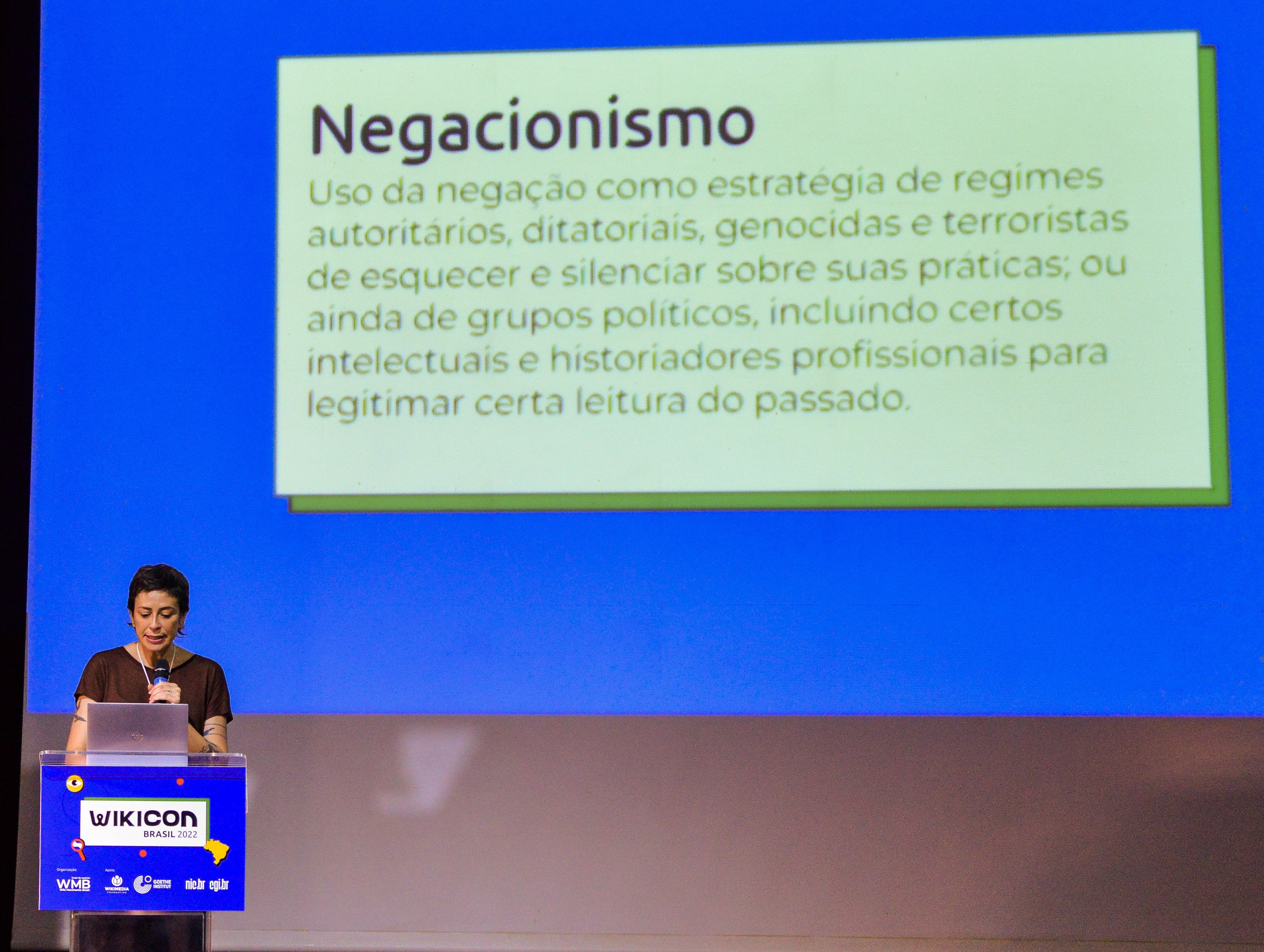
Definição de negacionismo (histórico) apresentado por Caroline Bauer: "Uso da negação como estratégia de regimes autoritários, diratoriais, genocidas e terroristas de esquecer e silenciar sobre suas práticas, ou ainda de grupos políticos, incluindo certos intelectuais e historiadores profissionais para legitimar certa leitura do passado"

O negacionismo histórico é a falsificação ou distorção do registro histórico. Para a professora da UFRGS e historiadora Caroline Bauer, o negacionismo histórico não envolve somente a negação pura e simples de um fato, mas envolve atos deliberados de: conspiração, distorção, falseamento, manipulação, mentira, mitificação, omissão e imprecisão. Além disso, essa forma de negacionismo pode ser usada como um mecanismo de defesa psicológico para aliviar a ansiedade gerada por uma realidade difícil. A sociedade tem testemunhado, de forma inquietante, uma onda de manifestações que desafiam o bom senso e o conhecimento acumulado ao longo dos séculos. Esse fenômeno, que coloca em xeque descobertas e avanços científicos amplamente documentados, tem ganhado força em diversas frentes. Movimentos como a antivacina, o terraplanismo, a crença em medicamentos sem comprovação científica e o próprio negacionismo histórico exemplificam essa tendência preocupante, que ameaça a credibilidade das fontes confiáveis de informação e compromete o progresso coletivo baseado na razão e na evidência.
O negacionismo histórico não deve ser confundido com revisionismo histórico, termo mais amplo que se aplica também a reinterpretações acadêmicas da história que possuem melhor fundamentação. Ao tentar revisar o passado, o revisionismo histórico ilegítimo pode agir de diferentes formas, como apresentar documentos falsificados como genuínos, inventar razões engenhosas mas implausíveis para desconfiar de documentos genuínos, manipular séries estatísticas para apoiar seu ponto de vista e deliberadamente realizar más traduções de textos. O  campo da História também vem  sofrendo  constantes  ataques  político ideológicos. Antigas concepções negacionistas foram impulsionadas nesta era digital, como, por exemplo, o “Holocausto nunca existiu”, “o nazismo é um movimento de esquerda”, “não houve genocídio indígena nas colônias das Américas” e “não houve um golpe militar no Brasil em 1964, mas sim, uma revolução”, estão se tornando cada vez mais comuns.
Alguns países, como a Alemanha, criminalizaram o revisionismo negacionista de certos acontecimentos históricos, enquanto outros adotam uma postura mais cautelosa por diversos motivos, como a proteção à liberdade de expressão. Há ainda os países que exigem visões negacionistas, como a o Japão, onde crianças em idade escolar são explicitamente impedidas de aprender sobre os crimes de guerra japoneses.
Exemplos notáveis de negacionismo incluem a negação do Holocausto, do genocídio armênio, o mito da Wehrmacht inocente e a negação de crimes de guerra cometidos pelo Japão. No Brasil, um exemplo de negacionismo histórico é o negacionismo da ditadura militar brasileira.

## No mundo

### Negacionismo do Holocausto
O negacionismo do Holocausto consiste em afirmações de que o genocídio de judeus durante a Segunda Guerra Mundial, o Holocausto, não aconteceu ou não aconteceu da maneira ou nas proporções historicamente reconhecidas.
Os negacionistas do Holocausto geralmente não aceitam o termo "negacionismo" como uma descrição apropriada de seu ponto de vista, utilizando, em vez disso, o termo "revisionismo". Seus críticos usam o termo "negacionismo" para diferenciar negacionistas do Holocausto de revisionistas históricos em geral, pois consideram que os negacionistas não se baseiam  em evidências históricas.

### Mito da inocência daWehrmacht

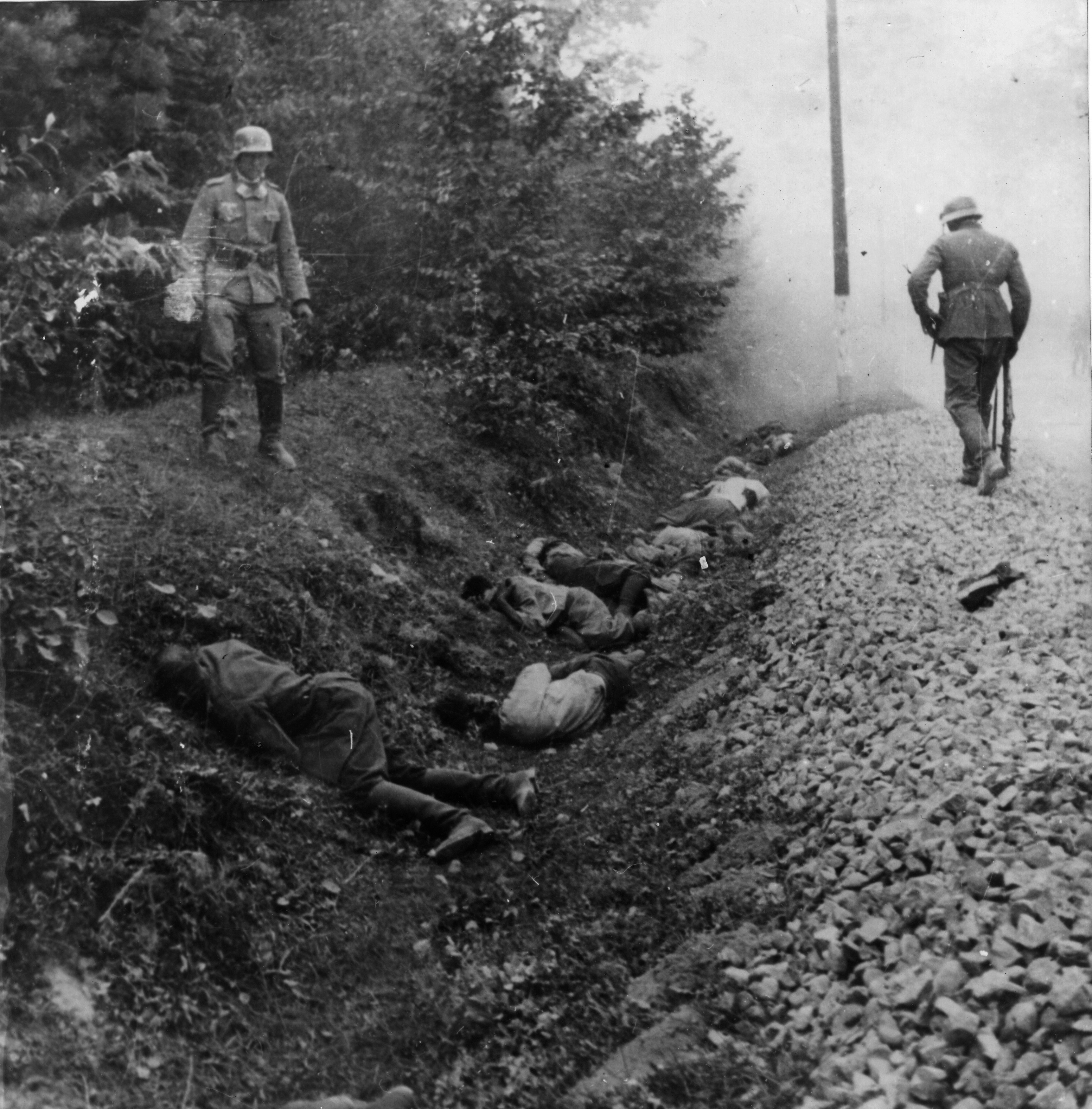
Cerca de 300 soldados poloneses foram executados por militares da Wehrmacht, perto da cidade de Ciepielów, em 9 de setembro de 1939.

O mito da inocência da Wehrmacht (em alemão: Saubere Wehrmacht, literalmente "Wehrmacht limpa") é a falsa noção (ou lenda) de que o exército regular alemão (a Wehrmacht) não se envolveu com o Holocausto ou com outros crimes de guerra durante a Segunda Guerra Mundial. O mito nega a culpabilidade do comando do exército alemão de planejar ou participar dos crimes contra a humanidade perpetrados pelos nazistas.

### Negacionismo do genocídio armênio
O negacionismo do genocídio armênio é a alegação de que o Império Otomano e seu partido no poder, o Comitê de União e Progresso (CUP), não cometeram genocídio contra seus cidadãos armênios durante a Primeira Guerra Mundial — um crime documentado em um grande corpo de evidências e confirmado pela grande maioria dos estudiosos. Uma das razões mais importantes para essa negação é que o genocídio permitiu o estabelecimento de um Estado Nação turco. O reconhecimento iria contradizer os mitos fundadores da Turquia.

### Negação do Massacre de Nanquim
A negação do Massacre de Nanquim é uma teoria negacionista histórica defendida por alguns escritores e historiadores, principalmente japoneses, que alega que o Massacre de Nanquim não aconteceu. O Massacre de Nanquim, também conhecido como "Estupro de Nanquim" foi considerado a maior atrocidade e genocídio cometido pelas tropas japonesas na China. As tropas nipônicas foram acusados de matar um grande número de civis e prisioneiros de guerra durante um período de várias semanas, começando com a queda de Nanquim, em 13 de dezembro de 1937, período referido como "Massacre de Nanquim".

## No Brasil

### Negacionismo da ditadura militar no Brasil

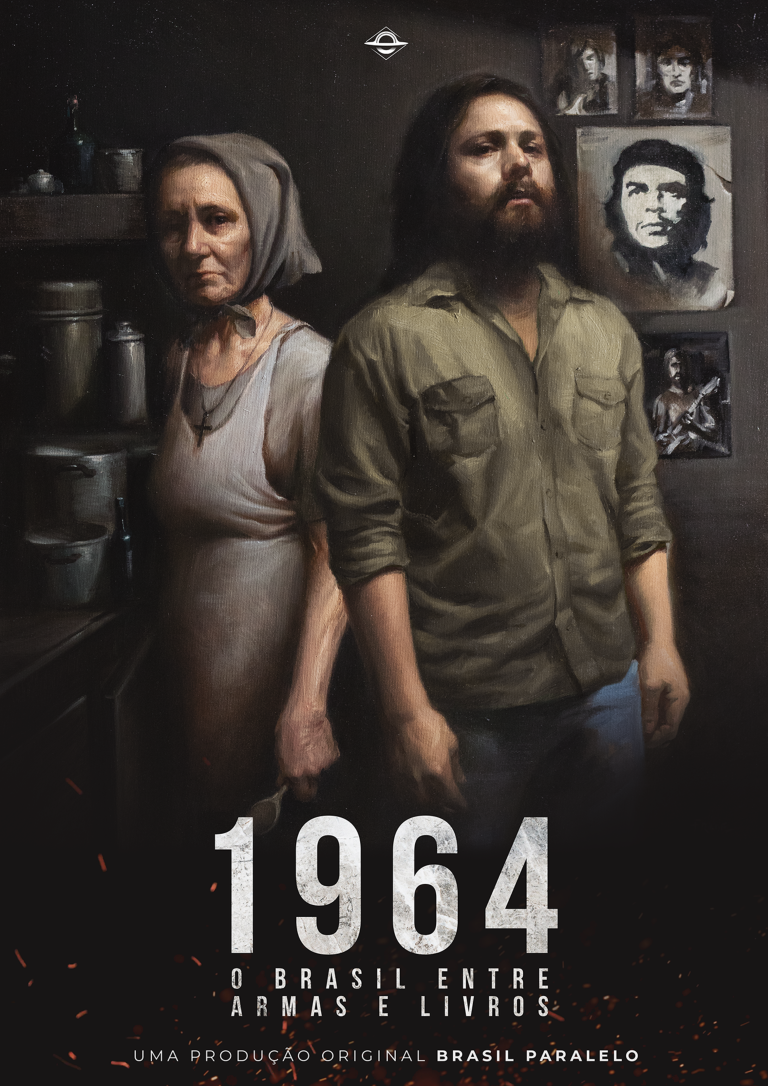
Historiadores consideram 1964: O Brasil entre Armas e Livros (capa), da empresa Brasil Paralelo, um exemplo de negacionismo e distorção da história da ditadura militar,

Trata-se de um negacionismo existente no Brasil, muito presente em círculos políticos de direita e conservadores. Trata-se de uma série de argumentações e crenças, em sua maioria, de caráter conspiratório e sem embasamento histórico sólido, que busca relativizar, justificar e até negar os crimes, violações dos direitos humanos e ações antidemocráticas cometidos durante a Ditadura Militar Brasileira (1964-1985), além de tentar refutar todas as provas e dados usualmente usados na historiografia, assim criando uma narrativa, puramente com fins ideológicos e políticos, que visa romantizar um dos períodos mais repressivos da história do Brasil.
Muitas vezes, os negadores tratam o regime militar instaurado pelo Golpe de Estado de 1964 como uma odisseia heroica, inserindo traços de uma narrativa romantizada, como a luta do bem contra o mal, criando também heróis e vilões, tratando um período histórico como se fosse o enredo de um romance. Porém, a historiografia assim não o faz, apenas tenta entender um determinado período sem esses elementos romantizados.

## Na cultura
Na literatura, as consequências do negacionismo histórico foram retratadas imaginativamente em algumas obras de ficção, como Nineteen Eighty-Four, de George Orwell . Nos tempos modernos a  proliferação da desinformação tem impulsionado debates e inquietações sobre seus efeitos na sociedade, levando à popularização de conceitos como "fake news", "infodemia" e "pós-verdade". A propagação de notícias falsas impacta todas as áreas do conhecimento, incluindo o campo científico, onde a disseminação de informações enganosas compromete avanços e descobertas fundamentais para o desenvolvimento humano.